# Hurricane (gruppo musicale statunitense)
Gli Hurricane sono stati una band hair metal statunitense formata nel 1985 a Los Angeles, California. Il gruppo è spesso ricordato per la militanza di Tony Cavazo e Robert Sarzo, rispettivamente fratelli di Carlos Cavazo e Rudy Sarzo, entrambi membri dei Quiet Riot.

## Storia del gruppo
Kevin DuBrow, cantante dei Quiet Riot, introdusse Robert Sarzo e Tony Cavazo nella scena heavy metal dei primi anni ottanta. Tony infatti militò nei Quiet Riot per un breve periodo, contribuendo alla composizione del brano "Metal Health", famosa hit del gruppo. Mentre Sarzo suonò a un'audizione per Ozzy Osbourne in sostituzione del deceduto Randy Rhoads nel 1982, ma senza ottenere il ruolo.
Poco dopo i due fratelli dei rispettivi membri dei Quiet Riot decisero di formare un nuovo progetto. La prima incarnazione della band era composta da John Ward (proveniente dai London), il batterista John Shearer, Robert Sarzo alla chitarra, Tony Cavazo al basso e, per un breve periodo, anche il secondo chitarrista Michael Guy. Ward e Guy lasciarono prematuramente la band e in seguito entrarono in diverse altre formazione come quelle degli House of Lords, Shark Island e Shy. Dal 2000, John Ward raggiungerà gli Oliver Dawson Saxon. I due furono sostituiti da Kelly Hansen alla voce e dal batterista Jay Schellen (che aveva lavorato con gli Stone Fury).
Non trovando delle etichette disposte alla pubblicazione dei loro demo, nel 1985 il gruppo decise di autoprodurre un mini-album, intitolandolo Take What You Want, sotto la guida del produttore Kevin Beamish. Il disco venne pubblicato anche in Europa per la Roadrunner Records. L'album e i costanti tour fecero notare la band alla Enigma Records, con cui firmarono un contratto discografico.La Enigma ristampò il loro debutto e organizzò un tour di 51 date come spalla degli Stryper. Il vero successo però arrivò nel 1988, quando venne pubblicato il loro secondo album Over the Edge prodotto da Mike Clink, noto per essere stato il produttore dei Guns N'Roses l'anno precedente. Partecipò al progetto come produttore esecutivo anche il leggendario Bob Ezrin. Questo rimase il lavoro di maggior successo degli Hurricane.
Nel 1989 il gruppo intentò causa a un'altra hair metal band chiamata Hericane Alice, a causa della similarità del nome. Questi ultimi dovettero cambiare denominazione per via delle loro minacce. Invece di pagare avvocati e iniziare un processo per determinare i diritti sul nome, Stevie Nicks dei Fleetwood Mac consigliò agli Hurricane Alice di cambiare semplicemente l'ortografia del proprio appellativo in "Hericane Alice", cosicché la pronuncia rimanesse la stessa.
Robert Sarzo lasciò la band verso la fine del 1989 e il suo posto venne preso dall'ex chitarrista dei Lion, Doug Aldrich per le registrazioni del loro terzo album, Slave to the Thrill, che uscì nel 1990. La sua copertina fu subito censurata poiché vi era raffigurata una donna nuda, che venne poi tolta lasciando solo lo sfondo inalterato. La band finì per sciogliersi nel 1991, dopo un album infruttuoso e la decadenza della scena hair metal. Schellen più tardi raggiunse la band Unruly Child dell'ex frontman dei King Kobra, Mark Free, prima di partecipare a un progetto con l'ex-Accept e Bangalore Choir, David Reece dei Sircle Of Silence. Collaborò anche con Kelly Hansen nel suo progetto chiamato Heaven & Earth con alcune demo. Altri membri intrapresero altri progetti. Doug Aldrich fondò i Bad Moon Rising assieme ai due ex membri degli Hericane Alice, Ian Mayo e Jackie Ramos, ironicamente la stessa band che era stata costretta a cambiare nome dagli Hurricane.

### Reunion
Gli Hurricane si riunirono nuovamente nel 2000 con una nuova formazione, dato lo sviluppo di un leggero revival dell'hair metal in Europa e Giappone. La nuova formazione consisteva in Hansen, Schellen, i chitarristi Sean Manning, Carlos Villalobos e il bassista Larry Antonio. Nel settembre 2001 pubblicarono il quarto album Liquifury. Nel 2005 Hansen fu scelto come cantante nella formazione rinnovata dei leggendari Foreigner.

## Formazione

### Ultima
- Kelly Hansen - voce (1985-1991, 2000-2003)
- Sean Mannin - chitarra (2000-2003)
- Carlos Villalobos - chitarra (2000-2003)
- Larry Antonino - basso (2000-2003)
- Jay Schellen - batteria (1985-1991, 2000-2003)

### Ex componenti
- John Ward - voce (1985)
- Michael Guy - chitarra (1985)
- Robert Sarzo - chitarra (1985-1989)
- Doug Aldrich - chitarra (1989-1991)
- Tony Cavazo - basso (1985-1991)

## Discografia
- 1985 - Take What You Want
- 1988 - Over the Edge
- 1990 - Slave to the Thrill
- 2001 - Liquifury